# Adam Darr
Adam Darr (* 1811 in Schweinfurt; † 10. Oktober 1866 in Augsburg) war ein deutscher Gitarrist, Komponist und Zitherspieler.

## Leben
Über Darrs Kindheit und Jugend ist wenig bekannt. Er wuchs in seiner Geburtsstadt Schweinfurt auf und gelangte zunächst als Gitarrist zu einiger Berühmtheit. Als „Gitarrenvirtuose“ spielte er in zahlreichen Ländern Europas und an 18 verschiedenen Höfen. Er arbeitete als Musiklehrer in London und zog um 1840 nach Würzburg, später nach München und Augsburg, wo er 1866 verstarb. Bis an sein Lebensende war er als Musiklehrer tätig und widmete sich in seinen späteren Lebensjahren verstärkt der Zither.

## Werk
Von Darr sind Kompositionen für Solo-Gitarre, Gitarrenduo und Solo-Zither überliefert. Costello bezeichnet sein Gitarrenwerk als „eines der ausdrucksstärksten des 19. Jahrhunderts“. Überdauert hat aber vor allem seine „Zitherschule“, die nach seinem Tod unter anderem von dem Wiener Philologen Adolf Wilhelm in sechs Heften neu herausgegeben wurde. Die Zitherschule ist in einer Bearbeitung von Gudrun Keller auch heute noch erhältlich.